# 芝 (東京都港区)
芝（しば）は、東京都港区の町名。または旧東京市芝区の範囲を指す地域名である。

## 芝（地域）
東京都港区のおよそ東半分を範囲とし、江戸・東京の山手を構成している地域の一つである。芝は麻布・赤坂・四谷・牛込・小石川・本郷と並ぶ、東京山手の外郭をなすエリアである。概ね東京旧市内で低地に比べ高台を多く占める旧区分を山手としている。そのため旧芝区に属する芝地域は山手に当たる。
麻布区および赤坂区との合併後も住居表示実施以前は「芝○○町」と旧芝区内大半の町が芝を冠称していた。現在は町会、警察署や消防署、税務署等の管轄などで当時の区境や町境を継承している。
単純に述べると現在の港区の範囲のうち赤坂・青山・麻布・六本木・台場を除くすべての町々が芝地域を指す。なお、明治時代以降に埋め立てられた現在の芝浦は入らない。

### 歴史
現在の港区芝の地域は、江戸時代の初めまでは豊島郡柴村・荏原郡金杉村・荏原郡上高輪村であった。戦国時代までに、武蔵国荏原郡柴村が成立する。柴村は後に豊島郡の所属となる。江戸時代、東海道の整備によって柴村は急速に発展し、柴町・芝町とも呼ばれるようになる。またこの頃から、柴村の周辺地域も「芝」と呼ばれるようになる。

### 地域
- 愛宕一丁目 － 二丁目
- 海岸一丁目 － 三丁目
- 港南一丁目 － 五丁目
- 芝一丁目 － 五丁目
- 芝公園一丁目 － 四丁目
- 芝浦一丁目 － 四丁目
- 芝大門一丁目 － 二丁目
- 白金一丁目 － 六丁目
- 白金台一丁目 － 五丁目
- 新橋一丁目 － 六丁目
- 台場一丁目 － 二丁目
- 高輪一丁目 － 四丁目
- 虎ノ門一丁目 － 五丁目
- 西新橋一丁目 － 三丁目
- 浜松町一丁目 － 二丁目
- 東新橋一丁目 － 二丁目
- 三田一丁目 － 五丁目

## 芝（総合支所）
総合支所の管轄は麻布地域および赤坂地域が旧区に準じた範囲で総合支所を設けたのに対し、旧芝区は東京旧市内15区内で最も細長い土地であったため、総合支所の管轄は南北と埋立地の合計3か所に分割された。総合支所管轄の芝は旧芝区北部を指す。旧芝区南部は高輪総合支所管轄、旧芝区埋立部は芝浦港南総合支所管轄である。

### 地域
- 愛宕一丁目 － 二丁目
- 芝一丁目 － 五丁目
- 芝公園一丁目 － 四丁目
- 芝大門一丁目 － 二丁目
- 新橋一丁目 － 六丁目
- 虎ノ門一丁目 － 五丁目
- 西新橋一丁目 － 三丁目
- 浜松町一丁目 － 二丁目
- 東新橋一丁目 － 二丁目
- 海岸一丁目
- 三田一丁目 － 三丁目

## 芝（町名）
複数の大通りが交わり、公共交通も複数路線がある、港区内屈指の交通の要衝である。JR山手線の田町駅三田口と都営地下鉄の三田駅周辺に広がるビジネス街として栄えており、大通りの裏には古くからの住宅街も混在している。三田と隣接しているため、三田と名のつく施設も多い。また港区内の他の地域同様に大使館や教育施設、寺院も多く、近年は高層マンションも増えている。郵便番号は一 - 三丁目が105-0014、四・五丁目が108-0014。

### 地理
港区および芝地域の東部に位置する。

#### 河川・架橋
- 古川
  - 赤羽橋 - 国道1号（桜田通り）
  - 芝園橋 - 東京都道409号日比谷芝浦線（日比谷通り）
  - 将監橋 - 特別区道
  - 金杉橋 - 国道15号（第一京浜）

#### 地価
住宅地の地価は、2025年（令和7年）1月1日の公示地価によれば、芝浦2-3-27の地点で228万円/m2となっている。

### 歴史
1662年（寛文2年）には豊島郡柴村が町奉行支配となり、本芝7か町が成立する（本芝一 - 四丁目・本芝入横町・本芝下タ町・本芝材木町）。また同時に、隣接する荏原郡金杉村・荏原郡上高輪村も町奉行支配となり、金杉11か町（芝金杉通一 - 四丁目など）および芝田町などが成立する。

#### 漁業
現在の芝一丁目付近には「金杉浦」、四丁目付近には「本芝浦」の漁村があり、江戸時代から漁業や海苔栽培を行っていた。また、芝四丁目の港区立本芝公園付近には雑魚場と呼ばれる魚市場があった。しかし周辺の水質の悪化などから、金杉浦・本芝浦の漁民は1962年（昭和37年）に漁業権を放棄した。

#### 沿革
- 1868年（明治元年） - 東京府成立に伴い、当地域は東京府の所属となる。
- 1869年（明治2年） - 芝金杉地区に町域統廃合が行われ、芝金杉一 - 四丁目・芝金杉川口町などが成立する。
- 1878年（明治11年） - 芝区の成立に伴い、当地域は東京府芝区の所属となる。
- 1889年（明治22年） - 東京市成立に伴い、当地域は東京市芝区の所属となる。
- 1911年（明治44年）5月1日 - 町名より「芝」の冠称が省かれる。
- 1947年（昭和22年） - 芝区が麻布区・赤坂区と合併し、新たに港区が成立する。それに伴い、町名に再び「芝」の冠称がつく。
- 1964年（昭和39年）1月1日 - 住居表示の実施に伴い、本芝地区・芝金杉地区・芝三田四国町などを併せて現在の芝一 - 五丁目が成立する。

#### 旧町名
| 実施後   | 実施年月日   | 実施前（各町名の全域および一部）                                                          |
| -------- | ------------ | ----------------------------------------------------------------------------------------- |
| 芝一丁目 | 1964年1月1日 | 芝金杉一 - 四丁目、芝金杉浜町、芝金杉川口町                                               |
| 芝二丁目 | 1964年1月1日 | 芝金杉一 - 四丁目、芝金杉河岸、芝新堀町、芝新堀河岸、芝西応寺町、芝三田四国町             |
| 芝三丁目 | 1964年1月1日 | 芝新堀町、芝新堀河岸、芝松本町、芝三田四国町                                              |
| 芝四丁目 | 1964年1月1日 | 本芝一 - 四丁目、本芝入横町、本芝下町、本芝材木町、芝三田四国町                           |
| 芝五丁目 | 1964年1月1日 | 本芝四丁目、本芝入横町、芝田町一 - 三丁目、芝三田四国町、芝三田同朋町、芝通新町、芝横新町 |

## 世帯数と人口
2025年（令和7年）4月1日現在（港区発表）の世帯数と人口は以下の通りである。
| 丁目     | 世帯数    | 人口     |
| -------- | --------- | -------- |
| 芝一丁目 | 1,405世帯 | 2,128人  |
| 芝二丁目 | 2,248世帯 | 3,379人  |
| 芝三丁目 | 2,310世帯 | 3,613人  |
| 芝四丁目 | 1,530世帯 | 2,505人  |
| 芝五丁目 | 2,029世帯 | 2,753人  |
| 計       | 9,522世帯 | 14,378人 |

### 人口の変遷
国勢調査による人口の推移。
| 年                 | 人口   |
| ------------------ | ------ |
| 1995年（平成7年）  | 7,492  |
| 2000年（平成12年） | 8,082  |
| 2005年（平成17年） | 10,031 |
| 2010年（平成22年） | 11,488 |
| 2015年（平成27年） | 13,343 |
| 2020年（令和2年）  | 14,831 |

### 世帯数の変遷
国勢調査による世帯数の推移。
| 年                 | 世帯数 |
| ------------------ | ------ |
| 1995年（平成7年）  | 3,374  |
| 2000年（平成12年） | 4,205  |
| 2005年（平成17年） | 6,074  |
| 2010年（平成22年） | 6,977  |
| 2015年（平成27年） | 7,992  |
| 2020年（令和2年）  | 9,524  |

### 学区
区立小・中学校に通う場合、学区は以下の通りとなる（2022年4月現在）。
| 丁目     | 番地           | 小学校           | 中学校           |
| -------- | -------------- | ---------------- | ---------------- |
| 芝一丁目 | 全域           | 港区立芝小学校   | 港区立三田中学校 |
| 芝二丁目 | 全域           | 港区立芝小学校   | 港区立三田中学校 |
| 芝三丁目 | 4〜6番         | 港区立芝小学校   | 港区立三田中学校 |
| 芝三丁目 | 1〜3番 7〜43番 | 港区立赤羽小学校 | 港区立三田中学校 |
| 芝四丁目 | 全域           | 港区立芝小学校   | 港区立三田中学校 |
| 芝五丁目 | 全域           | 港区立御田小学校 | 港区立三田中学校 |

### 事業所
2021年（令和3年）現在の経済センサス調査による事業所数と従業員数は以下の通りである。
| 丁目     | 事業所数    | 従業員数 |
| -------- | ----------- | -------- |
| 芝一丁目 | 299事業所   | 12,119人 |
| 芝二丁目 | 597事業所   | 14,858人 |
| 芝三丁目 | 529事業所   | 17,170人 |
| 芝四丁目 | 435事業所   | 17,467人 |
| 芝五丁目 | 977事業所   | 25,570人 |
| 計       | 2,837事業所 | 87,184人 |

#### 事業者数の変遷
経済センサスによる事業所数の推移。
| 年                 | 事業者数 |
| ------------------ | -------- |
| 2016年（平成28年） | 2,792    |
| 2021年（令和3年）  | 2,837    |

#### 従業員数の変遷
経済センサスによる従業員数の推移。
| 年                 | 従業員数 |
| ------------------ | -------- |
| 2016年（平成28年） | 85,194   |
| 2021年（令和3年）  | 87,184   |

### 施設

#### 行政・公的機関
- 港区立三田図書館
- 港区立障害保健福祉センター
- 三田労働基準監督署
- 中央労働災害防止協会 本部
- 建設業労働災害防止協会 本部
- 港湾貨物運送事業労働災害防止協会 本部
- 林業・木材製造業労働災害防止協会 本部
- 陸上貨物運送事業労働災害防止協会 本部

#### 教育（公立）
- 港区立芝小学校

#### 教育（私立）
- 戸板女子短期大学
- 芝国際中学校・高等学校

#### 企業
- 三井住友信託銀行芝営業部（旧中央三井信託銀行本店）
- SBJ銀行本店・東京本店営業部
- オリックス自動車
- 長谷工コーポレーション本社
- 丸紅リアルエステートマネジメント
- 日本電気（NEC）本社 - 日本電気本社ビル
- ホタルクス 本社
- 三菱重工業 本社（登記上の本店は千代田区丸の内）
- 三菱アルミニウム本社
- FCAジャパン本社
- バンダイナムコホールディングス本社
- バンダイナムコエンターテインメント本社
- 新陽社本社
- ハンファジャパン本社
- 美和ロック本社
- コーンズ本社
- 機関紙連合通信社本社
- IVSテレビ制作東京本社（登記上の本店は大阪市北区）
- 大広東京本社（登記上の本店は大阪市北区）

#### 宿泊
- セレスティンホテル - セレスティン芝三井ビルディング
- 東京グランドホテル
- 三田会館
- アパホテル三田駅前

#### 住居
- カテリーナ三田
- 芝パークタワー
- パークハウス芝タワー
- ラ・トゥール芝公園

#### 大使館・領事館
- チリ大使館
  - チリ総領事館
- ボツワナ大使館

#### 寺社
- 安楽寺 (東京都港区芝一丁目)
- 安楽寺 (東京都港区芝二丁目)
- 正伝寺
- 茶の木稲荷
- 伏見三寳稲荷神社
- 御穂鹿嶋神社

### 交通

#### 鉄道
- 東日本旅客鉄道田町駅（■京浜東北線 ■山手線）
- 都営地下鉄三田駅（ 浅草線  三田線）

#### 道路
- 国道1号（桜田通り）
- 国道15号（第一京浜）
- 東京都道301号白山祝田田町線（桜田通り）
- 東京都道319号環状三号線
- 東京都道409号日比谷芝浦線（日比谷通り）

#### 高速道路
- 首都高速都心環状線
- 芝公園出入口

## 画像

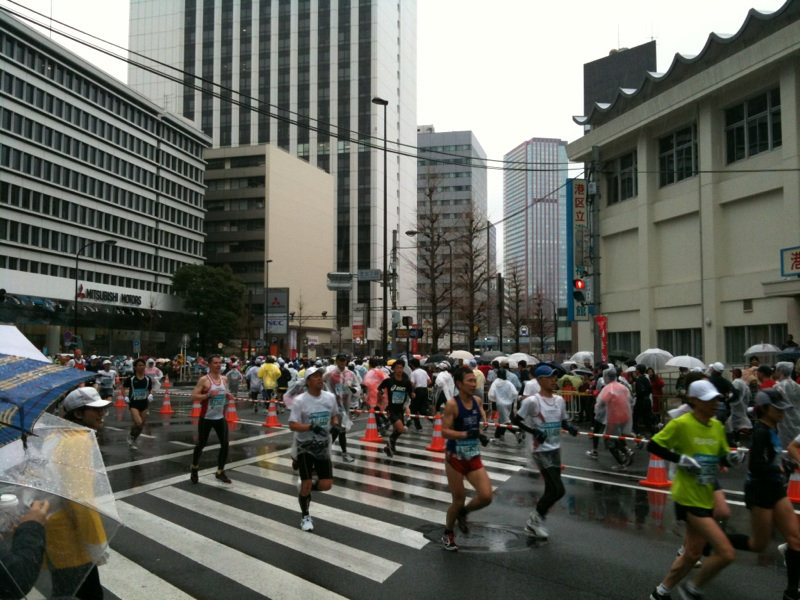
芝五丁目交差点
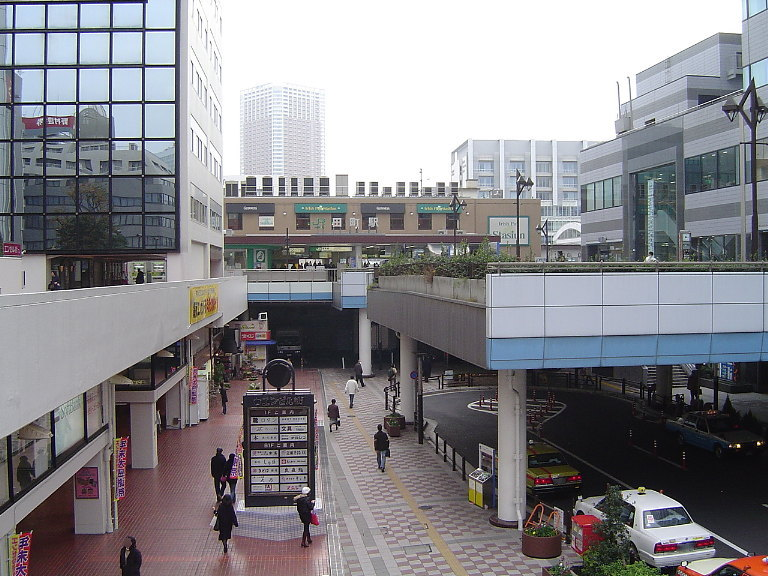
田町駅
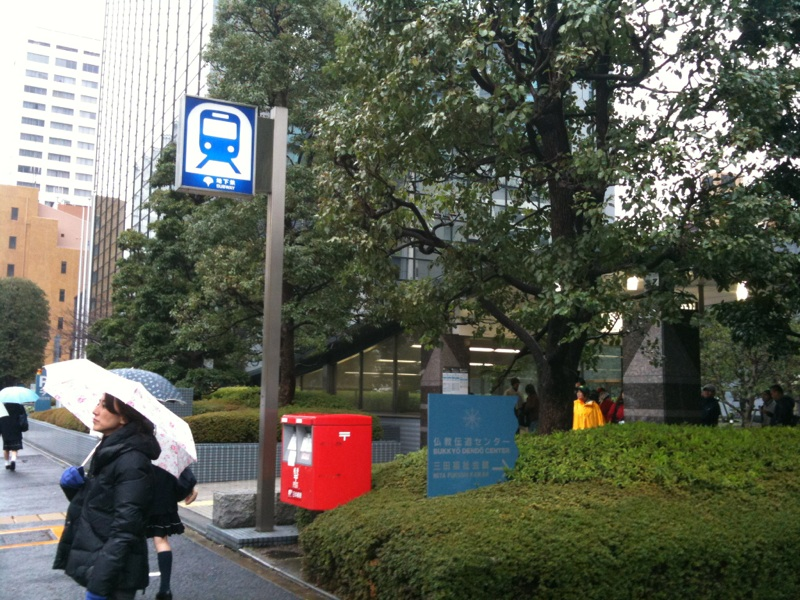
三田駅A9出入口
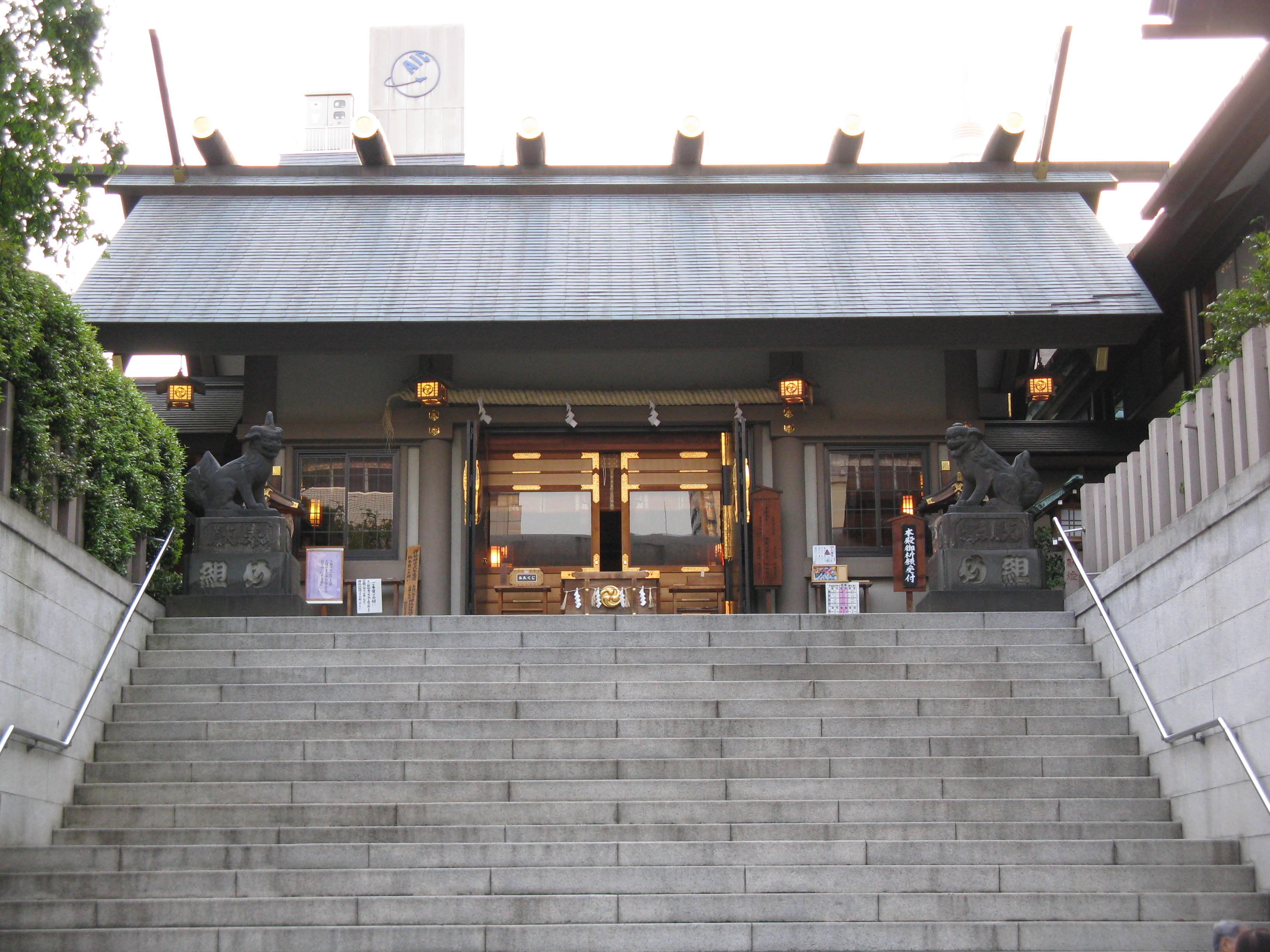
芝大神宮
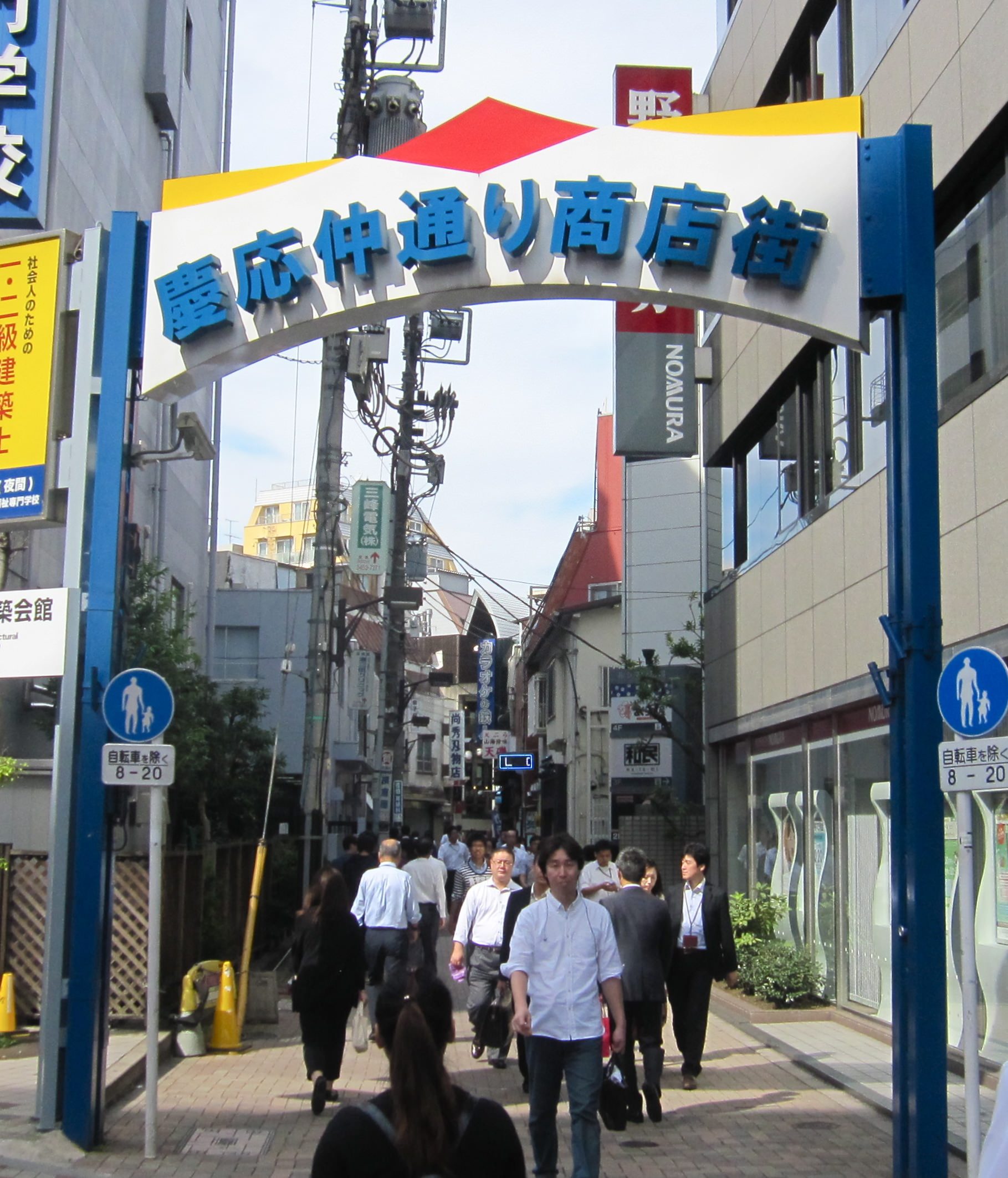
慶応仲通り商店街
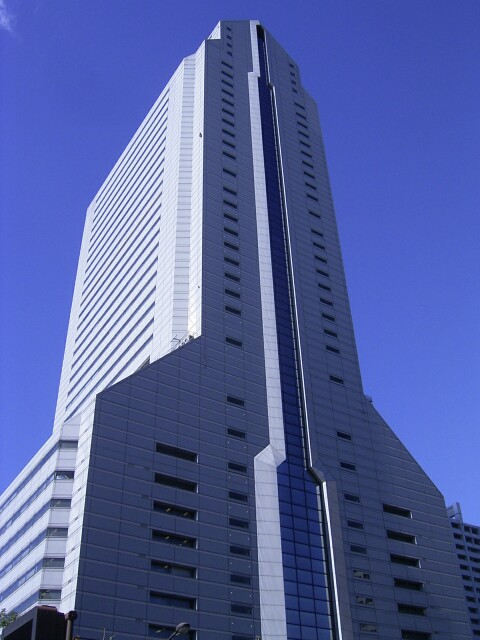
日本電気本社
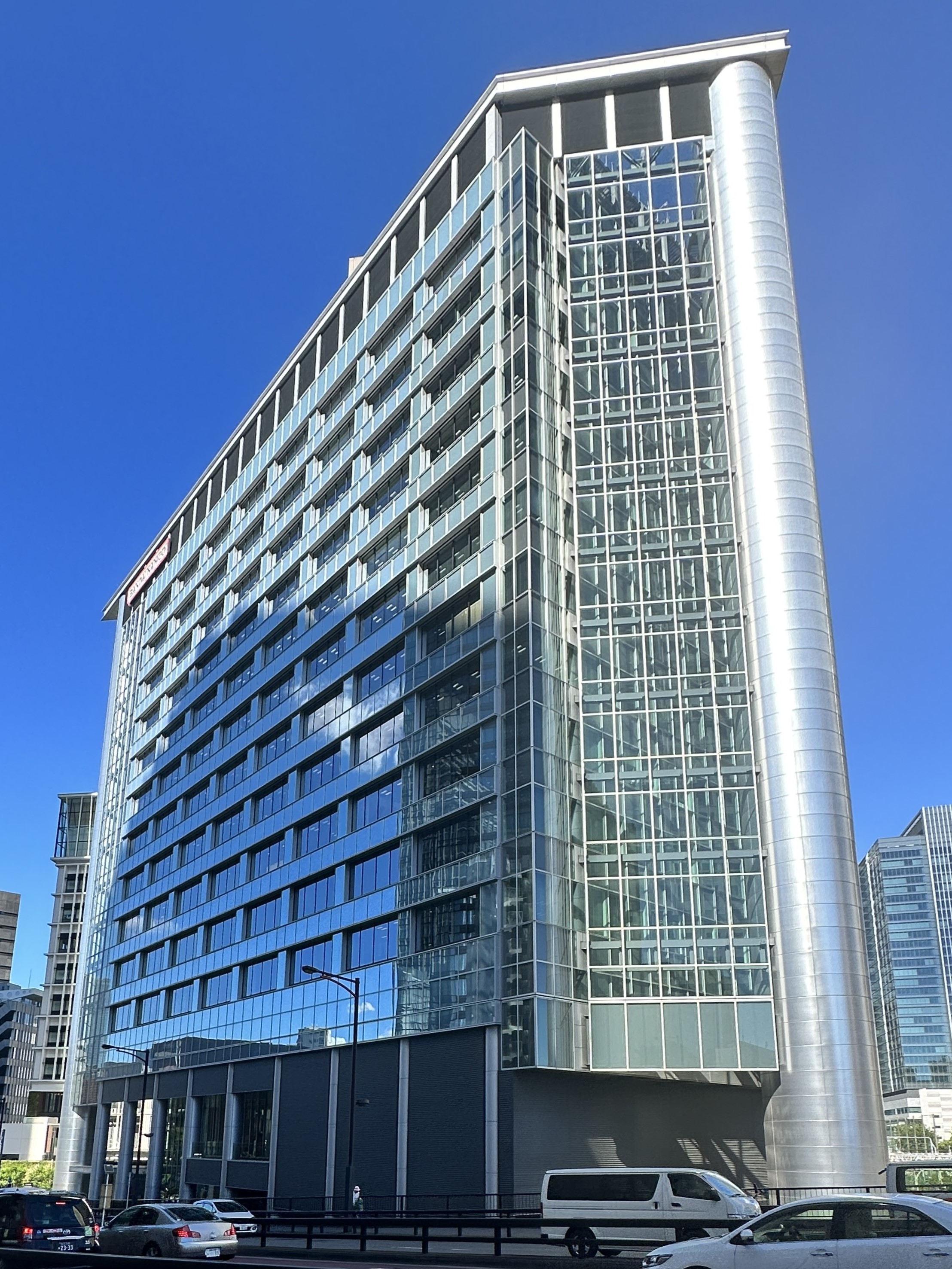
バンダイナムコホールディングス本社
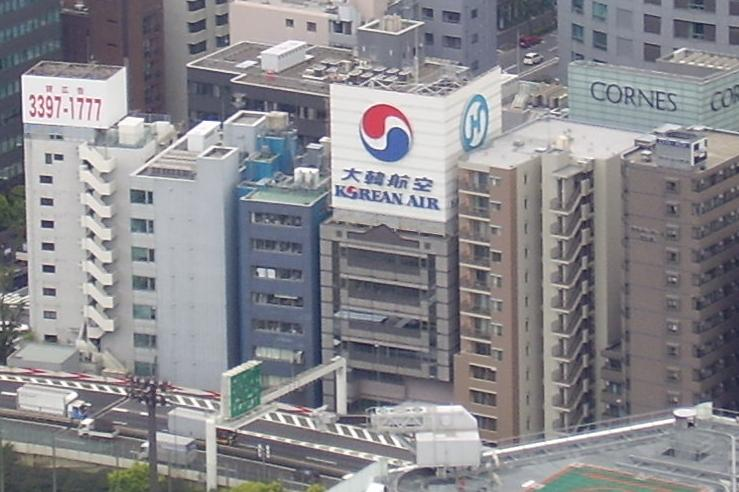
大韓航空日本支社とコーンズ本社
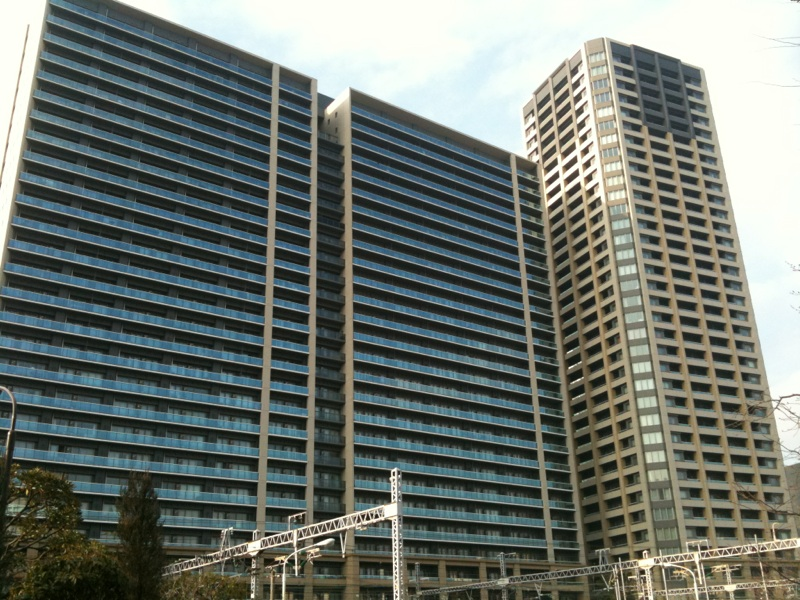
カテリーナ三田

## その他

### 日本郵便
- 集配担当する郵便局と郵便番号は以下の通りである][18]。

| 町目     | 郵便番号 | 郵便局     |
| -------- | -------- | ---------- |
| 芝一丁目 | 105-0014 | 芝郵便局   |
| 芝二丁目 | 105-0014 | 芝郵便局   |
| 芝三丁目 | 105-0014 | 芝郵便局   |
| 芝四丁目 | 108-0014 | 高輪郵便局 |
| 芝五丁目 | 108-0014 | 高輪郵便局 |